# Uma Aaltonen
Ulla-Maija (Uma) Aaltonen (ur. 28 sierpnia 1940 w Vihti, zm. 13 lipca 2009 w Helsinkach) – fińska dziennikarka, pisarka, działaczka społeczna i polityk. Posłanka do Parlamentu Europejskiego V kadencji.

## Życiorys
W latach 60. pracowała dla publicznego nadawcy Yleisradio, później została wolnym strzelcem. Przez wiele lat zajmowała się pisarstwem, publikowała głównie edukacyjne książki dla dzieci i młodzieży, poświęcone m.in. problemom dojrzewania, miłości i uzależnień. Była także zaangażowana społecznie na rzecz praw zwierząt.
W 1994 kierowała kampanią Elisabeth Rehn w wyborach prezydenckich. W kwietniu 2003 zastąpiła Heidi Hautalę w Parlamencie Europejskim. Była członkinią grupy zielonych (reprezentowała Ligę Zielonych), pracowała w Komisji Praw Kobiet i Równouprawnienia oraz Komisji Prawnej i Rynku Wewnętrznego. W PE zasiadała do lipca 2004. W 2008 została wybrana na radną swojej rodzinnej miejscowości.
Na początku lat 90. zdiagnozowano u niej stwardnienie rozsiane.